# Universitetsdjursjukhuset

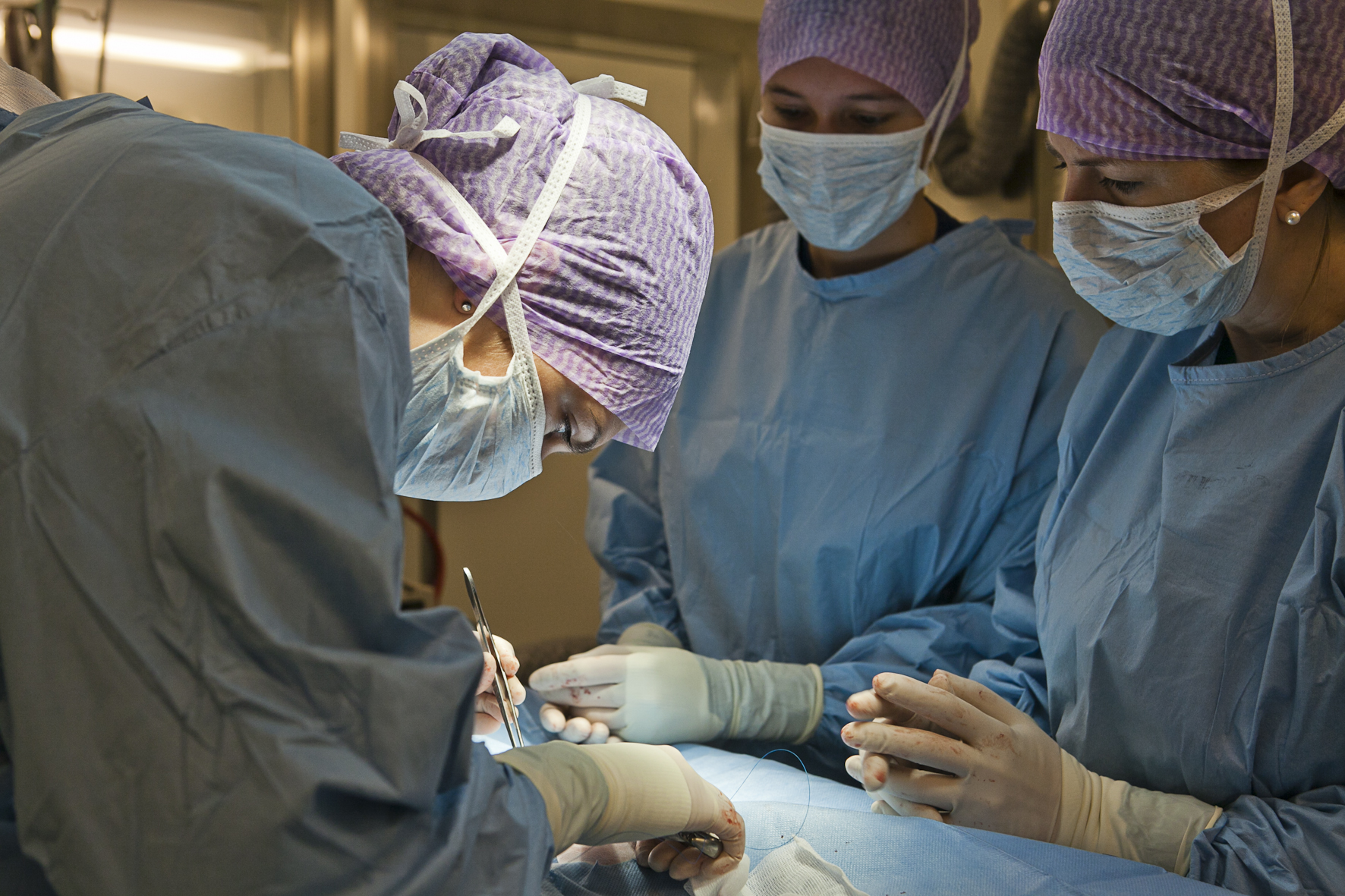
Veterinärstudenter, årskurs 4, har praktisk-klinisk färdighetsträning under handledning på Universitetsdjursjukhuset.

Universitetsdjursjukhuset (UDS) vid SLU (Sveriges lantbruksuniversitet) är Sverigies enda universitetsdjursjukhus och bildades 1 januari 2007. Verksamheten vid sjukhuset har funnits sedan länge, men varit fördelad mellan ett antal institutioner inom SLU. Idag är den kliniska verksamheten bortkopplad från institutionerna och samlad inom samma enhet, Universitetsdjursjukhuset.  
I juni 2014 flyttade Universitetsdjursjukhuset till sina nya lokaler i Veterinärmedicinskt och husdjursvetenskapligt centrum. Det nya djursjukhuset är 18 500 kvm stort.
Sveriges enda veterinärutbildning hålls vid SLU.
UDS består av fem olika kliniker: ambulatoriska kliniken, bilddiagnostiska kliniken, hästkliniken, klinisk kemiska laboratoriet samt smådjurskliniken. 
UDS omsätter cirka 140 mkr och har cirka 175 anställda.[källa behövs]